# Vondelparkpaviljoen

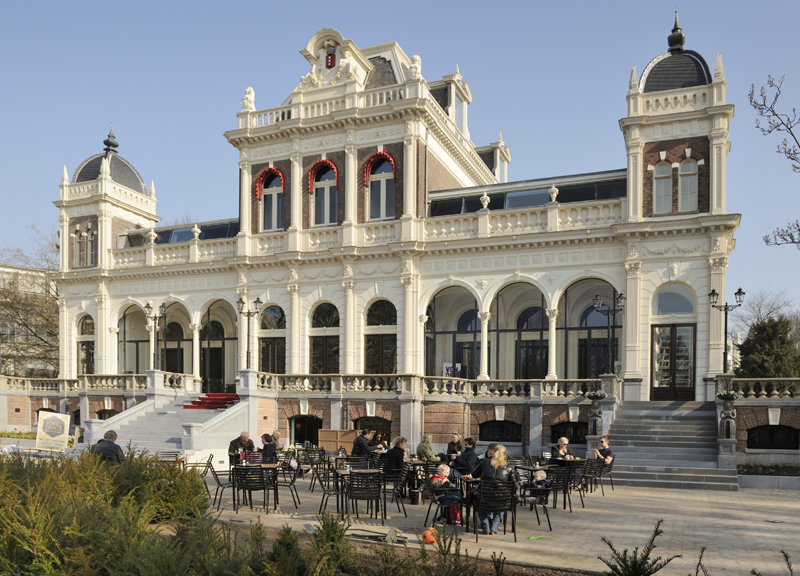

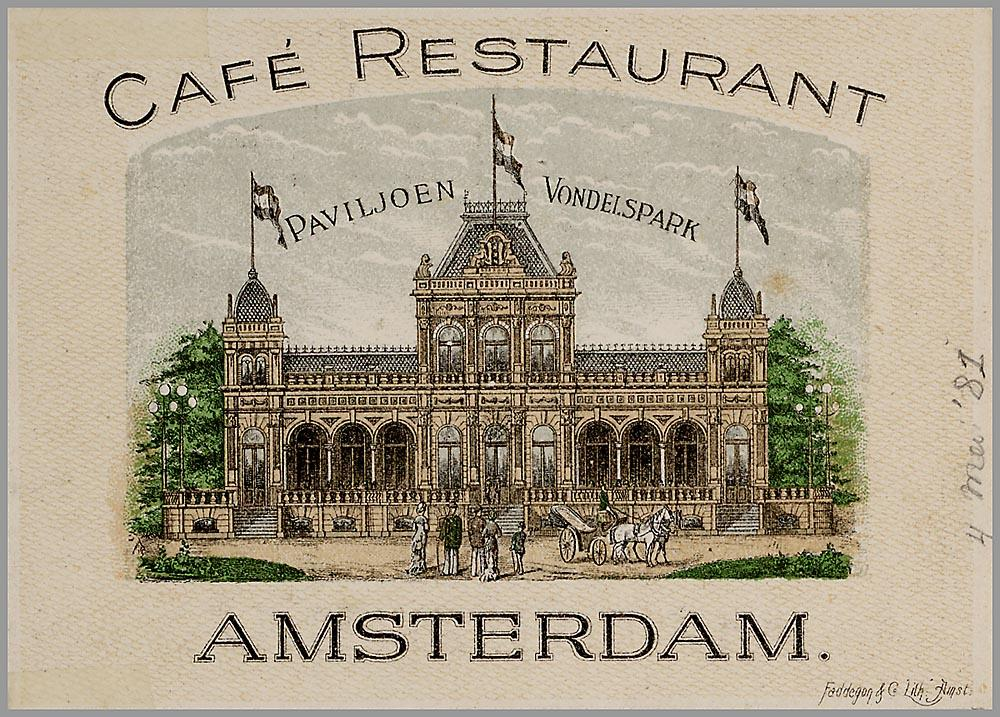
Der Vondelparkpaviljoen 1881

Der Vondelparkpaviljoen ist ein Gebäude im Vondelpark in Amsterdam. Der große Pavillon wurde zwischen 1874 und 1881 durch den Architekten Willem Hamer jr. im Stil der Neorenaissance errichtet und mit kannelierten Ionischen Halbsäulen, rundbogigen Fenstern und Kuppeltürmen ausgestattet. Zehn Jahre nach der Eröffnung kam noch ein Empfangssaal und eine Kegelbahn hinzu. Vor den Eingemeindungen ab 1921 besehen, lag der Vondelparkpaviljoen am tiefsten Punkt Amsterdams.

## Geschichte
Ein Jahr nach der Eröffnung des Vondelparks im Jahr 1865 entstand am Parkeingang, nahe der Kerk van het Allerheiligst Hart van Jezus (Herz-Jesu-Kirche, seit 1977 Vondelkerk) eine hölzerne Gaststätte im Stil eines Schweizer Chalets. Zehn Jahre später rief die Leitung des Vondelparks dazu auf, dass die Gastronomie durch ein dem Park würdigeres gemauertes Gebäude ersetzt werden sollte. Mit dem Neubau wandelte sich auch das Publikum von einfachen Erholungs- und Erfrischungssuchenden hin zu wohlhabenderem Bürgertum. 1890 wurde der Pavillon an der Ostseite um einen Restaurantsaal erweitert, der ebenfalls von Hamer konzipiert wurde. Es gab drei Säle für jeweils 100 Besucher, hinter denen sich die Küchen, Waschräume und Toiletten anschlossen; namentlich das Französische Zimmer (Frans[ch]e Zaal), das Japanische Zimmer und der Restaurantsaal. Im Erdgeschoss waren die Wein-, Bier-, Proviant- und Eiskeller sowie Lagerräume für Brennmaterial und Mobiliar.
1924 wurde das Gebäude im Auftrag vom Hotelbetreiber Hendrik de Graaff zu einem gehobenen Restaurant umgebaut, welches nach einem seiner anderen Häuser, Zomerdijk Bussink, genannt wurde. Das Treppenhaus wurde ebenfalls renoviert und weitere öffentliche Räume im Erdgeschoss geschaffen. Hierfür ließ die mittlere Terrassentreppe abreißen und den Eingang ebenerdig verlegen. Es gab Ausstellungen moderner Künstler und war ein beliebter Treffpunkt der Amsterdamer Bohème. Das Tanzcafè Caveau Parisien öffnete 1925 seine Pforten und war trotz oder gerade wegen seiner kleinen Größe (14 mal 15 Meter) bei Studenten sehr beliebt. In der Zeit der Weltwirtschaftskrise in den 1930er Jahren hatte der Pächter große Schwierigkeiten, die Miete zu entrichten. In dieser Zeit trug die Gastronomie den Namen Restaurant des Ambassadeurs.
Während der deutschen Besatzung im Zweiten Weltkrieg wurde das Gebäude, wie auch die Villen der Umgebung, von den deutschen Besatzern beschlagnahmt um Wohnraum für die Offiziere zu akquirieren. Die deutschen Kavalleristen trieben schwere Bolzen in den Marmor, um ihre Sättel daran aufzuhängen. Im Jahr 1943 gab es hier eine Ausstellung von Spielzeug, das Soldaten in ihrer Freizeit für die niederländische Winterhilfe (vergl. hierzu Winterhilfswerk des Deutschen Volkes) hergestellt hatten. 1944 wurde das Haus dann als Verpflegungshauptamt (Lebensmittelversorgung) und als Lagerraum genutzt. Nach der Befreiung im Jahr 1945 wurde das Gebäude von den Binnenlandse Strijdkrachten genutzt. Als es wieder für die öffentliche Nutzung freigegeben wurde, fehlten alle Möbel und das Gebäude war baufällig.
Nach dem Krieg wurde der Pavillon wieder aufgebaut. Es wurde zu einem Treffpunkt für Geschäftsleute, Politiker, Schriftsteller und Künstler. Thomas Mann hielt am 10. August 1947 in Begleitung von Frau Katja und Sohn Klaus einen englischsprachigen Vortrag im Französischen Salon. Die Modeschöpferin Nina Ricci zeigte hier eine Modeschau und 1953 wurden einer staunenden Öffentlichkeit teure Pelzmäntel vorgestellt. Im gleichen Jahr gingen der Park und der Pavillon in den Besitz der Gemeinde Amsterdam über. In den 1950er Jahren war der Ort ständiger Sitz des Holland Festivals.

### Filmmuseum

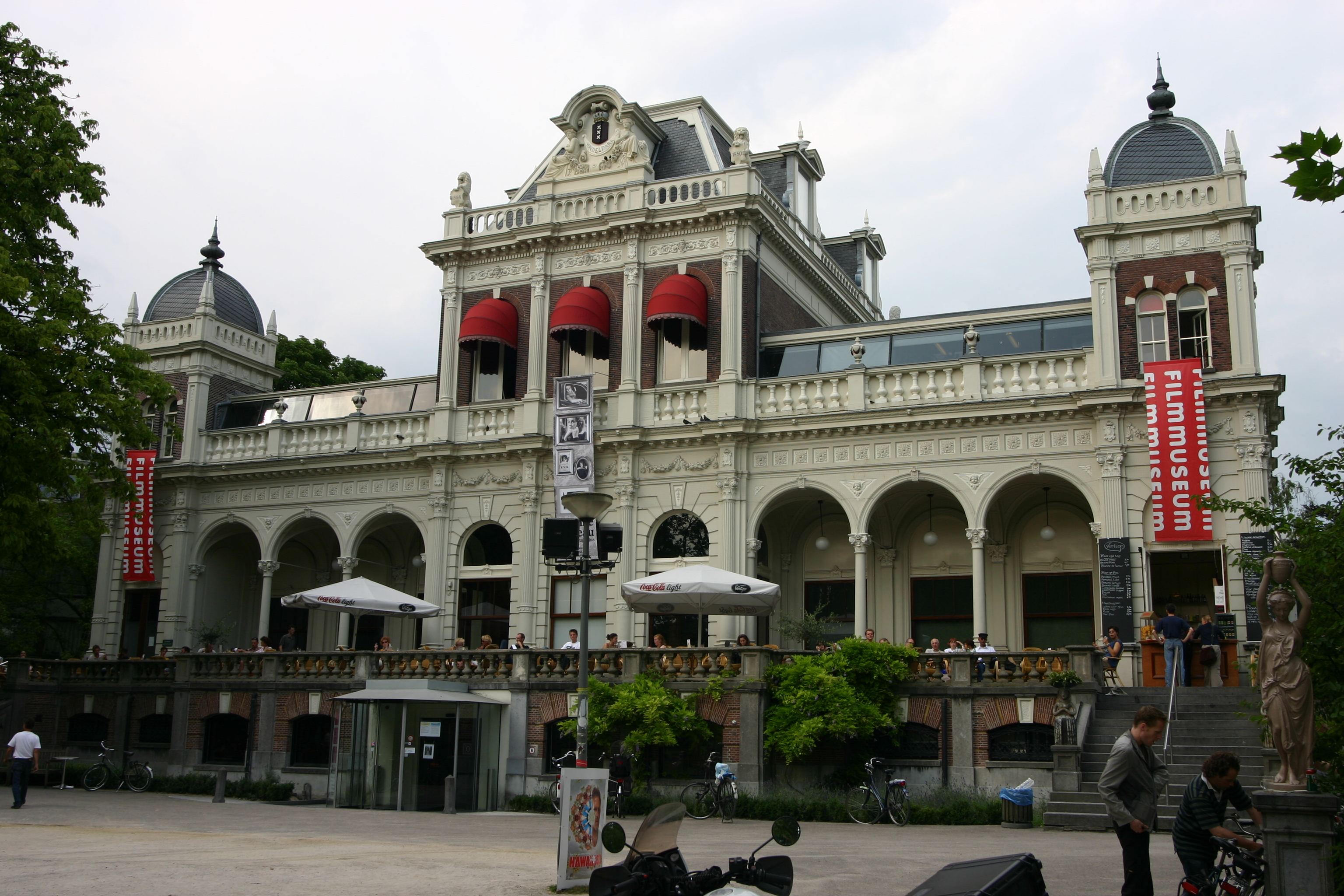
Das Filmmuseum im Vondelparkpaviljoen im Juli 2005

Von 1972 bis 2012 befand sich das Nederlands Filmmuseum im Gebäude. Das Museum, das jahrelang bei anderen Institutionen untergebracht war und kaum für die Öffentlichkeit zugänglich war, konnte sich erst hier in seinem eigenen Haus zu einem bedeutenden Publikumsmagneten entwickeln. Das Museum verfügte dort über zwei kleine Kinosäle und empfing jährlich mehr als 150.000 Besucher. Auf der Terrasse des Pavillons fanden auch Freiluftaufführungen statt. Zu diesem Zweck wurde gegenüber der Terrasse ein aufblasbarer Schirm aufgestellt. Der Projektor für diese Vorführungen befand sich in einem separaten Raum hinter der Terrasse. Doch der Pavillon war der Aufgabe letztlich nicht dauerhaft gewachsen und es herrschte chronischer Platzmangel. Es wurde daher beschlossen in ein neu errichtetes Gebäude am Nordufer der IJ umzuziehen. Die letzte Vorstellung wurde am 8. Januar 2012 mit dem Stummfilm Sunrise und dem Film Die Reifeprüfung gegeben.
Als das Museum 2009 im neuen EYE Film Instituut Nederland aufging, trug der Ort viele Jahre den Namen EYE Vondelpark. Nach dem 2011 begonnenen Umzug erhielt es wieder den offiziellen Namen.
Seit 1988 wurde die breite Terrasse am Haus von dem Café Vertigo bewirtschaftet, welches seinen Namen dem gleichnamigen Film entlieh. Mit dem Umzug des Museums 2012 endete auch der Pachtvertrag der Gemeinde an diesem lukrativen Ort im Vondelpark. Dagegen klagte der Pächter, konnte jedoch den Betrieb nur noch bis Jahresende weiter betreiben.

## Gebäude
Ende der 1980er Jahre war das Haus in einem renovierungsbedürftigen Zustand. De Volkskrant beschrieb es als „einen verschimmelnden Prinzessinnenpalast, der darauf wartet wach geküsst zu werden.“
1991 wurde das Gebäude durch den Architekten Joop van Stigt für umgerechnet ca. eine Million Euro gründlich renoviert.
Das Französische Zimmer enthält eine authentische Dekoration im Barockstil. Es wurde nur die Wandvertäfelung erneuert, wobei man sich so weit wie möglich an das ursprüngliche Aussehen gehalten hat. Das Japanische Zimmer enthält weiterhin die originale Stuckdecke aus dem 19. Jahrhundert.
Das Gebäude ist als Rijksmonument unter der Nummer 504833 eingetragen.

## Medienzentrum VondelCS
Bereits 2010 stand als Nachmieter des Filmmuseums die Rundfunkgesellschaft AVRO (heute AVROTROS) fest.

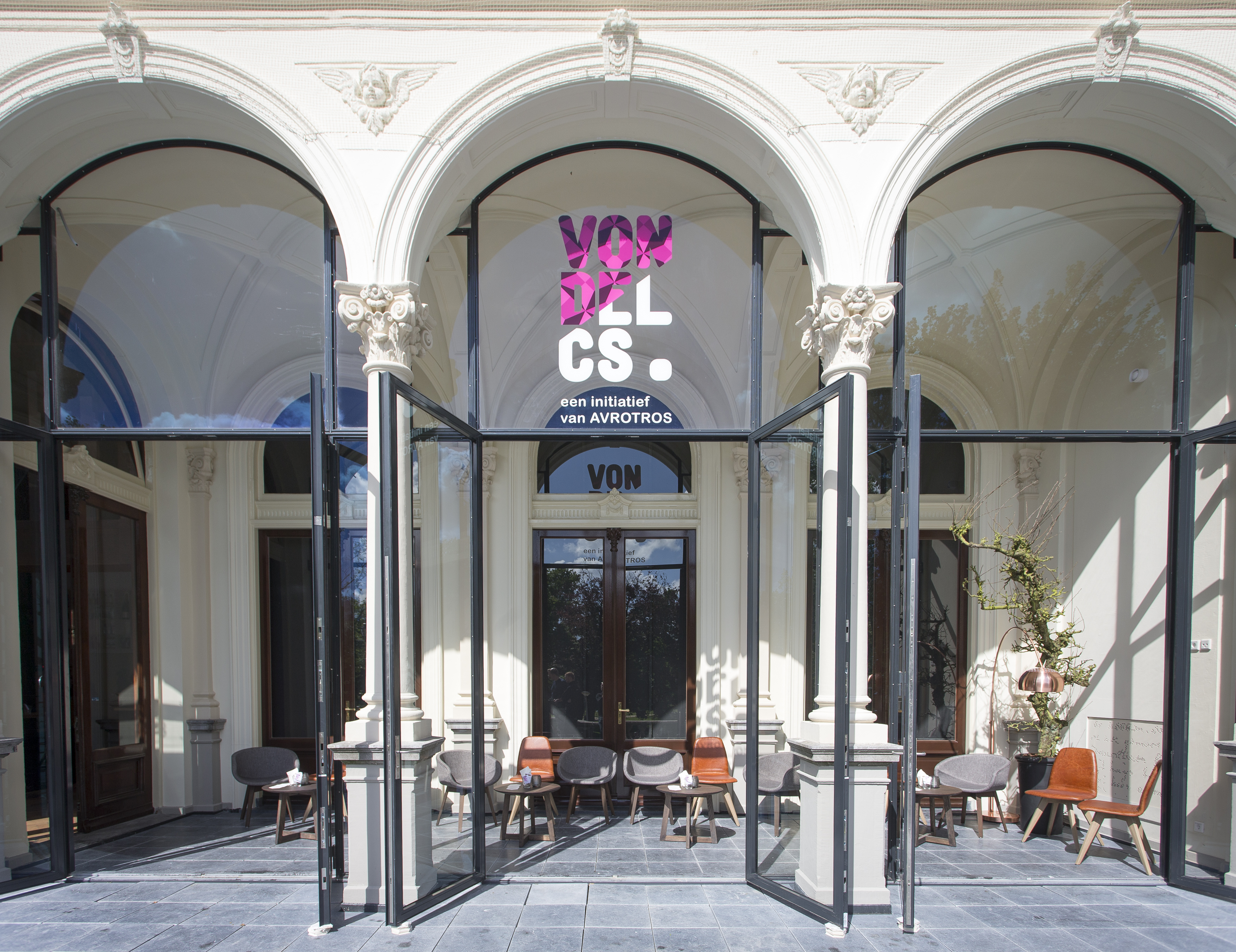
Der Wintergarten der oberen Räumlichkeiten

Der Vondelparkpaviljoen wurde zunächst baulich durch das Architekturbüro TenBrasWestinga angepasst und war dann von 2014 bis 2021 das Amsterdamer Studio des fusionierten AVROTROS. Das Medien- und Kulturzentrum firmierte unter dem Namen VondelCS, was öffentlich, wie bereits zuvor das Filmmuseum, als Synonym des Vondelparkpaviljoens galt. Das CS stand für Cum Suis, lateinisch für „mit den Sinnen“. Das Haus bot zudem jungen Medienschaffenden eine Plattform für Experimente. Dies führte zu einer kulturellen Programmgestaltung, die auf Innovation ausgerichtet war. Auch einige Radio- und Fernsehstudios befanden sich in dem Gebäude. Im Souterrain eröffnete das Café Vondelpark 3, benannt nach der Postadresse des Vondelparkpaviljoen.
VondelCS war auch Gastgeber für andere Sendestationen und Sendungen, wie die des Stadtradios AT5, der Sendung Opium op 4 und MolTalk oder der Spieleshow Wie is de Mol? (Wer ist der Maulwurf?). Die weihnachtliche Kinder-Kochsendung CupCakeCup wurde zu einem Teil ebenfalls hier gedreht. 2020 wurde die Sendung WNL op Zondag (WNL) und De Nieuwe Maan (NTR) hier aufgezeichnet. Zu Mitte der 1960er Jahre wurde hier, in den ersten Jahren seiner Existenz, der bedeutendste Fernsehpreis der Niederlande, der Gouden TeleVizier-Ring, überreicht.
Am 5. Dezember 2020 kündigte AVROTROS an zum 1. März 2021 den Vondelparkpaviljoen aus „medienrechtlichen Gründen“ zu verlassen. Der Weiterbetrieb an dieser Stelle sei nicht mehr rentabel.
Seit März 2024 ist – nach einjähriger Vorbereitungsphase und Umbauten sowie gelegentlichen stattfindenden Filmvorführungen – der Vondelparkpaviljoen der offizielle Sitz des International Documentary Film Festival Amsterdam.